# Saturday Night Live Korea
Saturday Night Live Coreia (hangul: 새터데이 나이트 라이브 코리아; abreviado como SNL Korea (hangul: SNL코리아) ou simplesmente SNLK) é um programa humorístico de esquetes e de variedades sul-coreano transmitido ao vivo. É uma adaptação do Saturday Night Live americano, criado pela NBC, e que possui como produtores executivos Lorne Michaels e Jennifer Danielson do SNL Studios e Broadway Video, com a dupla também detendo os direitos do formato. Originalmente transmitido pela rede de TV a cabo tvN, o programa foi exibido, semanalmente, de 3 de dezembro de 2011 a 18 de novembro de 2017, e foi ao ar aos sábados às 22h50 (KST). Em 2021, o formato foi trazido de volta pela plataforma de streaming Coupang Play, estreando em 4 de setembro de 2021, às 22h KST.

## História

### Primeira temporada
Escrito e dirigido pelo cineasta e dramaturgo Jang Jin, o show foi anunciado oficialmente em 24 de novembro de 2011, em uma conferência de imprensa em Cheongdam-dong, Gangnam. O elenco original era composto por 17 artistas: Jang Jin, Ahn Young-mi, Lee Han-wi, Jung Woong-in, Kim Bin-woo, Jang Young-nam, Kim Won-hae, Lee Hae-young, Lee Chul-min, Lee Sang-hoon, Park Joon-seo, Kim Ji-young, Kim Ji-kyung, Min Seo-hyun, Han Seo-jin, Go Kyung-pyo, e Kim Seul-gi. O episódio de estreia foi transmitido em 3 de dezembro de 2011, apresentado pelo ator Kim Joo-hyuk.
Jang Jin, o showrunner e redator principal na época, falou sobre as dificuldades em recrutar novos convidados, dizendo: "Quando você está oferecendo um filme, você dá a eles um roteiro, pergunta o que acharam e se eles disserem não, diga que está tudo bem e siga em frente, mas para que as pessoas aparecessem neste programa, tive que implorar. Até pedi que aparecessem no programa entregando-lhes o roteiro do meu próximo filme". A primeira temporada foi ao ar de 3 de dezembro de 2011 a 21 de janeiro de 2012, com oito episódios no total.

### Segunda temporada
A segunda temporada foi transmitida de 26 de maio a 14 de julho de 2012, com, também, oito episódios ao todo. Os apresentadores foram Jang Jin, Lee Han-wi, Kim Won-hae, Kang Sung-jin, Jang Young-nam, Jung Sung-ho, Kim Min-kyo, Lee Sang-hoon, Jung Myung-ok, Kang Yu-mi, Im Hye-young, Park Sang-woo, Ahn Young-mi, Kwon Hyeok-su, Go Kyung-pyo e Kim Seul-gi.

### Terceira temporada
A terceira temporada durou de 8 de setembro a 15 de novembro de 2012, totalizando dezessete episódios. Os apresentadores foram Jang Jin, Shin Dong-yup, Kim Won-hae, Jung Sung-ho, Park Sang-woo, Kim Min-kyo, Jung Myung-ok, Lee Sang-hoon, Oh Cho-hee, Jang Yoon- seo, Son Bo-min, Seo Yu-ri, Han Seo-jin, Kwon Hyeok-su, Go Kyung-pyo e Kim Seul-gi.

### Quarta temporada
A quarta temporada foi ao ar de 2 de fevereiro a 23 de novembro de 2013, com 38 episódios.
Jay Park e Park Eun-ji juntaram-se como artistas regulares do show (ambos já haviam apresentado a 3ª temporada). Enquanto isso, Jang Jin, Go Kyung-pyo e Oh Cho-hee saíram do programa. Os apresentadores oficiais da 4ª temporada foram Shin Dong-yup, Kim Won-hae, Lee Sang-hoon, Ahn Young-mi, Kim Min-kyo, Kim Seul-gi, Jung Sung-ho, Jung Myung-ok, Kwon Hyeok-su, Park Sang-woo, Seo Yu-ri, Lee Byung-jin, Jin Won, Jay Park e Park Eun-ji. Choi Il-gu, Yoo Se-yoon, 2EYES e Clara Lee, entraram no programa no final da temporada. Jin Won saiu do programa no episódio 18 e a atriz Kim Seul-gi também saiu, mas no episódio 24.
Os diretores Ahn Sang-hee, Baek Seung-ryong, Kim Min e Yoo Sung-mo descrevem a si mesmos como os "F4 do SNL Korea".

### Quinta temporada
A exibição da quinta temporada ocorreu entre 1º de março de 2014 a 29 de novembro de 2014, com 35 episódios.
Narsha e Seo Eun-kwang (BtoB) juntaram-se como artistas regulares, enquanto Clara Lee saiu do programa. O quadro Weekend Update foi descontinuado e substituído por um mini-talk show apresentado por You Hee-yeol.

### Sexta temporada
A sexta temporada começou em 14 de fevereiro de 2015, e terminou em 20 de junho de 2015, iniciando um hiato temporário para dar espaço a transmissão do game show The Genius: Grand Final. Foi retomado em 19 de setembro de 2015 e durou até 19 de dezembro de 2015.

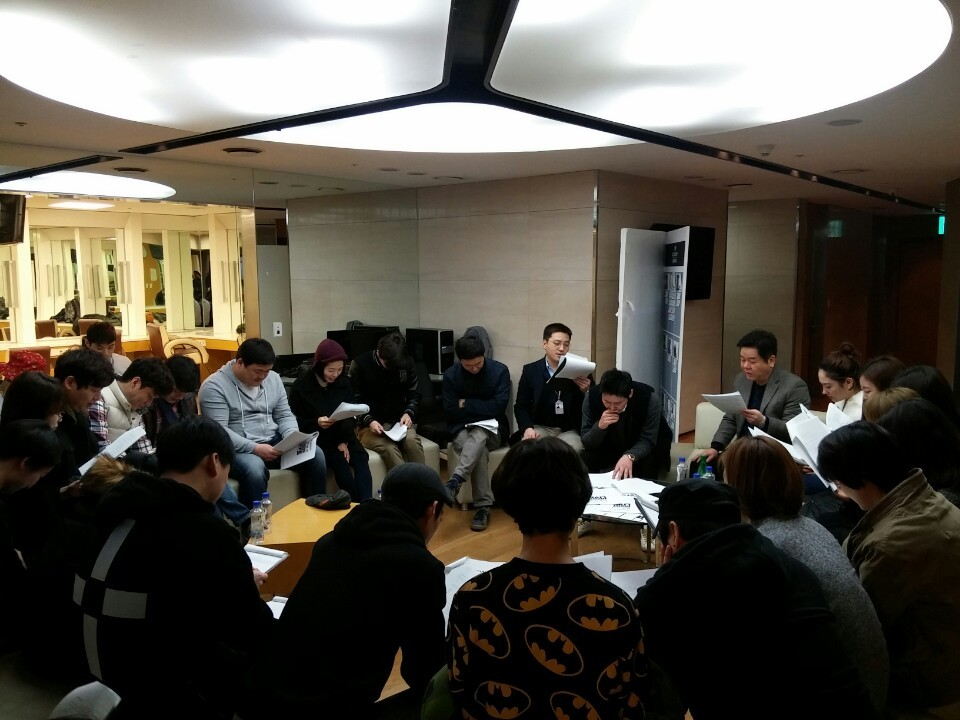
Shim Hyung-rae, Shin Dong-yup, et al., em reunião, 21 de fevereiro de 2015

### Ressurgimento em 2021
Em 17 de fevereiro de 2021, a NBCUniversal Formats e a Broadway Video Enterprise anunciaram que o SNL Korea teria uma nova temporada, produzida desta vez pela AStory. A série irá ao ar na plataforma de streaming Coupang Play, no final do mesmo ano.

## Elenco

### Lista final
| Nº | Artista(s)     | Temporada(s) | Episódio(s) |
| -- | -------------- | ------------ | ----------- |
| 1  | Ahn Young-mi   | 1            | 1–8         |
| 1  | Ahn Young-mi   | 2            | 1–8         |
| 1  | Ahn Young-mi   | 4            | 1–38        |
| 1  | Ahn Young-mi   | 5            | 1–35        |
| 1  | Ahn Young-mi   | 6            | 1–32        |
| 1  | Ahn Young-mi   | 7            | 1–18        |
| 1  | Ahn Young-mi   | 8            | 1–17        |
| 1  | Ahn Young-mi   | 9            | 1–33        |
| 2  | Jung Yi-rang   | 2            | 1–8         |
| 2  | Jung Yi-rang   | 3            | 1–17        |
| 2  | Jung Yi-rang   | 4            | 1–38        |
| 2  | Jung Yi-rang   | 5            | 1–20        |
| 2  | Jung Yi-rang   | 6            | 1–32        |
| 2  | Jung Yi-rang   | 7            | 1–18        |
| 2  | Jung Yi-rang   | 8            | 1–17        |
| 2  | Jung Yi-rang   | 9            | 1–33        |
| 3  | Kim Min-kyo    | 2            | 1–8         |
| 3  | Kim Min-kyo    | 3            | 1–17        |
| 3  | Kim Min-kyo    | 4            | 1–38        |
| 3  | Kim Min-kyo    | 5            | 1–35        |
| 3  | Kim Min-kyo    | 7            | 1–18        |
| 3  | Kim Min-kyo    | 8            | 1–17        |
| 3  | Kim Min-kyo    | 9            | 1–33        |
| 4  | Jung Sung-ho   | 2            | 1–8         |
| 4  | Jung Sung-ho   | 3            | 1–17        |
| 4  | Jung Sung-ho   | 4            | 1–38        |
| 4  | Jung Sung-ho   | 5            | 1–35        |
| 4  | Jung Sung-ho   | 6            | 1–32        |
| 4  | Jung Sung-ho   | 7            | 1–18        |
| 4  | Jung Sung-ho   | 8            | 1–17        |
| 4  | Jung Sung-ho   | 9            | 1–33        |
| 5  | Kwon Hyuk-soo  | 2            | 1–8         |
| 5  | Kwon Hyuk-soo  | 3            | 1–17        |
| 5  | Kwon Hyuk-soo  | 4            | 1–38        |
| 5  | Kwon Hyuk-soo  | 5            | 1–35        |
| 5  | Kwon Hyuk-soo  | 6            | 1–32        |
| 5  | Kwon Hyuk-soo  | 7            | 1–18        |
| 5  | Kwon Hyuk-soo  | 8            | 1–17        |
| 5  | Kwon Hyuk-soo  | 9            | 1–33        |
| 6  | Shin Dong-yup  | 3            | 1–17        |
| 6  | Shin Dong-yup  | 4            | 1–38        |
| 6  | Shin Dong-yup  | 5            | 1–35        |
| 6  | Shin Dong-yup  | 6            | 1–32        |
| 6  | Shin Dong-yup  | 7            | 1–18        |
| 6  | Shin Dong-yup  | 8            | 1–17        |
| 6  | Shin Dong-yup  | 9            | 1–33        |
| 7  | Yoo Se-yoon    | 4            | 8–38        |
| 7  | Yoo Se-yoon    | 5            | 1–35        |
| 7  | Yoo Se-yoon    | 6            | 1–32        |
| 7  | Yoo Se-yoon    | 7            | 1–18        |
| 7  | Yoo Se-yoon    | 8            | 1–17        |
| 7  | Yoo Se-yoon    | 9            | 1–33        |
| 8  | Jung Sang-hoon | 5            | 1–35        |
| 8  | Jung Sang-hoon | 6            | 1–32        |
| 8  | Jung Sang-hoon | 7            | 1–18        |
| 8  | Jung Sang-hoon | 8            | 1–17        |
| 8  | Jung Sang-hoon | 9            | 1–33        |
| 5  | Lee Se-young   | 5            | 13–35       |
| 5  | Lee Se-young   | 6            | 1–32        |
| 5  | Lee Se-young   | 7            | 1–18        |
| 5  | Lee Se-young   | 8            | 1–17        |
| 5  | Lee Se-young   | 9            | 1–33        |
| 10 | Kim Jun-hyun   | 6            | 1–32        |
| 10 | Kim Jun-hyun   | 7            | 1–18        |
| 10 | Kim Jun-hyun   | 8            | 1–17        |
| 10 | Kim Jun-hyun   | 9            | 1–33        |
| 11 | Jang Do-yoon   | 8            | 1–17        |
| 11 | Jang Do-yoon   | 9            | 1–33        |
| 12 | Shin Hye-jeong | 9            | 1–33        |
| 13 | Kang-yoon      | 9            | 1–33        |
| 14 | Kim Hyeon-ju   | 9            | 1–33        |
| 15 | Jang Do-yeon   | 9            | 17–33       |

### Membros antigos
| Nº | Artista(s)               | Temporada(s) | Episódio(s) |
| -- | ------------------------ | ------------ | ----------- |
| 1  | Jang Jin                 | 1            | 1–8         |
| 1  | Jang Jin                 | 2            | 1–8         |
| 1  | Jang Jin                 | 3            | 1–17        |
| 2  | Jang Young-nam           | 1            | 1–8         |
| 2  | Jang Young-nam           | 2            | 1–8         |
| 3  | Jung Woong-in            | 1            | 1–8         |
| 4  | Kim Bin-woo              | 1            | 1–8         |
| 5  | Lee Hae-young            | 1            | 1–8         |
| 6  | Kim Seul-gi              | 1            | 1–8         |
| 6  | Kim Seul-gi              | 2            | 1–8         |
| 6  | Kim Seul-gi              | 3            | 1–17        |
| 6  | Kim Seul-gi              | 4            | 1–25        |
| 7  | Min Seo-hyun             | 1            | 1–8         |
| 8  | Park Joon-seo            | 1            | 1–8         |
| 9  | Kim Jie-gyung            | 1            | 1–8         |
| 10 | Kim Won-hae              | 1            | 1–8         |
| 10 | Kim Won-hae              | 2            | 1–8         |
| 10 | Kim Won-hae              | 3            | 1–17        |
| 10 | Kim Won-hae              | 4            | 1–38        |
| 11 | Lee Chul-min             | 1            | 1–8         |
| 12 | Lee Han-wi               | 1            | 1–8         |
| 12 | Lee Han-wi               | 2            | 1–8         |
| 13 | Kim Jie-young            | 1            | 1–8         |
| 14 | Lee Sang-hoon            | 1            | 1–8         |
| 14 | Lee Sang-hoon            | 2            | 1–8         |
| 14 | Lee Sang-hoon            | 3            | 1–17        |
| 14 | Lee Sang-hoon            | 4            | 1–38        |
| 15 | Han Seo-jin              | 1            | 1–8         |
| 15 | Han Seo-jin              | 3            | 1–10        |
| 16 | Go Kyung-pyo             | 1            | 1–8         |
| 16 | Go Kyung-pyo             | 2            | 1–8         |
| 16 | Go Kyung-pyo             | 3            | 1–17        |
| 17 | Kang Yu-mi               | 2            | 1–8         |
| 17 | Kang Yu-mi               | 6            | 1–32        |
| 17 | Kang Yu-mi               | 7            | 1–18        |
| 18 | Kang Sung-jin            | 2            | 1–8         |
| 19 | Im Hye-young             | 2            | 1–8         |
| 20 | Park Sang-woo            | 2            | 1–8         |
| 20 | Park Sang-woo            | 3            | 1–17        |
| 20 | Park Sang-woo            | 4            | 19–38       |
| 21 | Oh Cho-hee               | 3            | 1–17        |
| 22 | Jang Yoon-seo            | 3            | 1–17        |
| 23 | Son Bo-min               | 3            | 1–17        |
| 24 | Seo Yu-ri                | 3            | 1–17        |
| 24 | Seo Yu-ri                | 4            | 1–38        |
| 24 | Seo Yu-ri                | 5            | 1–35        |
| 25 | Jay Park                 | 4            | 1–38        |
| 25 | Jay Park                 | 5            | 1–35        |
| 25 | Jay Park                 | 6            | 1–22        |
| 26 | Park Eun-ji              | 4            | 1–5         |
| 27 | Lee Byeong-jin           | 4            | 1–5         |
| 28 | Jin Won                  | 4            | 1–18        |
| 29 | Choi Il-goo              | 4            | 8–25        |
| 30 | 2EYES                    | 4            | 19–38       |
| 31 | Clara Lee                | 4            | 20–38       |
| 32 | You Hee-yeol             | 4            | 27–38       |
| 32 | You Hee-yeol             | 5            | 1–20        |
| 33 | Ryu Hye-lin              | 4            | 33–38       |
| 34 | Narsha                   | 5            | 1–35        |
| 34 | Narsha                   | 6            | 1–18        |
| 35 | Han Jae-suk              | 5            | 1–35        |
| 35 | Han Jae-suk              | 6            | 1–32        |
| 35 | Han Jae-suk              | 7            | 1–18        |
| 36 | Seo Eunkwang             | 5            | 1–10        |
| 37 | Kim Du-young             | 5            | 1–35        |
| 37 | Kim Du-young             | 6            | 1–32        |
| 38 | Kim Tae-hee              | 5            | 1–35        |
| 39 | Leah Kim Thompson (LEAH) | 5            | 15–35       |
| 39 | Leah Kim Thompson (LEAH) | 6            | 1–32        |
| 40 | Jung Yeon-joo            | 6            | 1–32        |
| 40 | Jung Yeon-joo            | 7            | 1–18        |
| 41 | Ko Won-hee               | 6            | 1–22        |
| 42 | Hwang Seung-eon          | 6            | 19–25       |
| 43 | Lee Hae-woo              | 6            | 19–32       |
| 44 | Kim Hye-jun              | 7            | 1–18        |
| 45 | Song Won-seok            | 7            | 1–18        |
| 46 | Yewon                    | 7            | 1–18        |
| 47 | Lee Won-seok             | 7            | 1–4         |
| 48 | Kim Poong                | 7            | 1–4         |
| 49 | Tak Jae-hoon             | 8            | 1–17        |
| 50 | Lee Soo-min              | 8            | 1–17        |
| 51 | Lee Myung-hoon           | 8            | 1–17        |
| 52 | Kim So-hye               | 8            | 1–17        |
| 53 | Sim So-young             | 9            | 1–16        |

## Formato e segmentos
A versão coreana do programa segue um formato semelhante à versão americana, com apresentadores, elenco e diversas esquetes para cada episódio.
- Weekend Update: esquete de notícias que analisa as questões sociais, econômicas e culturais da semana. Tinha Jang Jin como âncora nas temporadas 1–3.[22][23][24]
  - Wise Search for Life (슬기로운 탐구생활): Este pequeno quadro pré-gravado do Weekend Update satiriza as manchetes e eventos mais comentados de cada semana. Narração por Kim Seul-gi.
  - Dispatch SNL (출동 SNL): Esta esquete ao vivo também é um quadro do WU e inclui entrevistas de seu correspondente Kwon Hyeok-su.
  - SNL Invitation (SNL 초대석): Esta esquete ao vivo, também um dos quadros do WU, envolve uma pessoa (geralmente o apresentador do episódio, ou às vezes um dos artistas do programa) em uma situação falsa ou real relacionada aos eventos mais conhecidos da semana.
- SNL Digital Short: "vídeos curtos" pré-gravados, em tom cômico e musical, que são apresentados pelos artistas e apresentadores do programa SNLK a cada semana (geralmente um ou dois por episódio). Seus curtas mais populares são as paródias de Grand Theft Auto, que vão desde o período Joseon até ao exército moderno.[25]
- Lee Oung-don PD's Eatable X-File: Desde os últimos episódios da 3ª temporada, a cada semana Shin Dong-yup (no papel do diretor de produção Lee Oung-don [이엉돈 PD]) tira 3 ou 4 tipos de comida das mãos de outros artistas para se divertir, julgando se é adequado comer ou não, e foge. É uma paródia do programa de infoentretenimento do Channel A, Lee Yeong-don PD's Eatable X-File.
- Sa-gwa Shilup (사과실업): É uma esquete ocasional que adota um estilo de anúncio, para divulgar produtos peculiares. Comandado por Shin Dong-yup enquanto usa roupas e maquiagem semelhantes às do cofundador da Apple, Steve Jobs.

## Audiência
O final da segunda temporada, transmitido em 14 de julho de 2012, contou com a apresentação da boy band Super Junior, primeiro programa não musical em que eles apareceram, como parte da promoção de seu sexto álbum de estúdio, Sexy, Free & Single. De acordo com a AGB Nielsen Media Research, os episódios alcançaram uma avaliação nacional de 1,334%.
O episódio 13 da 3ª temporada, transmitido em 1º de dezembro de 2012, e apresentado por Jay Park, alcançou uma audiência de 1,54% em todo o país, com pico de 1,85%. Registrou índices de 1,04% entre pessoas de 20 a 49 anos, além de 1,96%, com pico de 2,49%, para mulheres na faixa dos 40 anos, tornando-se o programa mais assistido, em seu horário, para ambas as faixas etárias.

## Prêmios e indicações
| Ano  | Cerimônia de premiação                        | Categoria                                | Recipiente     | Result   | Ref.          |
| ---- | --------------------------------------------- | ---------------------------------------- | -------------- | -------- | ------------- |
| 2018 | Baeksang Arts Awards de 2018                  | Melhor Artista de Variedades – Masculino | Kwon Hyuk-soo  | Indicado | [ 28 ]        |
| 2022 | 1º Blue Dragon Series Awards                  | Melhor Programa de Entretenimento        | SNL Korea      | Indicado | [ 29 ] [ 30 ] |
| 2022 | 1º Blue Dragon Series Awards                  | Melhor Artista Masculino                 | Shin Dong-yup  | Indicado | [ 29 ] [ 30 ] |
| 2022 | 1º Blue Dragon Series Awards                  | Melhor Revelação de Artista Masculino    | Jeong Hyuk     | Indicado | [ 29 ] [ 30 ] |
| 2022 | 1º Blue Dragon Series Awards                  | Melhor Revelação de Artista Feminino     | Joo Hyun-young | Venceu   | [ 29 ] [ 30 ] |
| 2023 | 2023 Asia Contents Awards & Global OTT Awards | Melhor Programa Reality de de Variedades | SNL Korea      | Indicado | [ 31 ]        |
| 2023 | 2º Blue Dragon Series Awards                  | Melhor Programa de Entretenimento        | SNL Korea      | Indicado | [ 32 ] [ 33 ] |
| 2023 | 2º Blue Dragon Series Awards                  | Melhor Artista Masculino                 | Shin Dong-yup  | Indicado | [ 32 ] [ 33 ] |
| 2023 | 2º Blue Dragon Series Awards                  | Melhor Artista Feminino                  | Joo Hyun-young | Venceu   | [ 32 ] [ 33 ] |
| 2023 | 2º Blue Dragon Series Awards                  | Melhor Revelação de Artista Masculino    | Nam Hyun-woo   | Indicado | [ 32 ] [ 33 ] |
| 2023 | 2º Blue Dragon Series Awards                  | Melhor Revelação de Artista Feminino     | Kim Ah-young   | Venceu   | [ 32 ] [ 33 ] |
| 2024 | 3º Blue Dragon Series Awards                  | Melhor Programa de Entretenimento        | SNL Korea      | Indicado | [ 34 ] [ 35 ] |
| 2024 | 3º Blue Dragon Series Awards                  | Melhor Artista Masculino                 | Shin Dong-yup  | Venceu   | [ 34 ] [ 35 ] |
| 2024 | 3º Blue Dragon Series Awards                  | Melhor Artista Feminino                  | Lee Soo-ji     | Indicado | [ 34 ] [ 35 ] |
| 2024 | 3º Blue Dragon Series Awards                  | Melhor Revelação de Artista Masculino    | Ahn Do-kyu     | Indicado | [ 34 ] [ 35 ] |
| 2024 | 3º Blue Dragon Series Awards                  | Melhor Revelação de Artista Feminino     | Ji Ye-eun      | Indicado | [ 34 ] [ 35 ] |